# Hans Eckert (Schriftsteller)

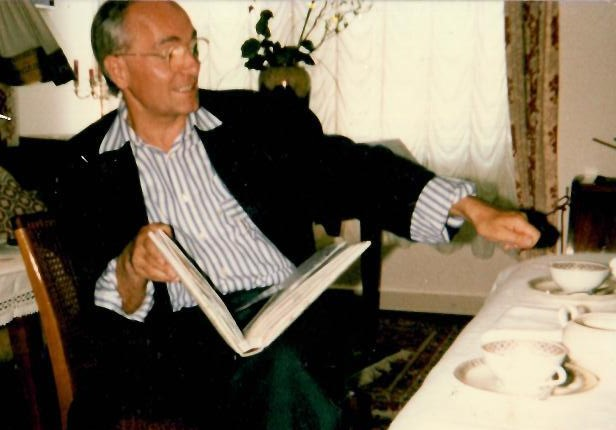
Hans Eckert, 1988

Hans Eckert (* 1. Oktober 1938 in Saarbrücken; † 7. April 2004 ebenda) war ein deutscher Lehrer, Schriftsteller und saarländischer Regionalhistoriker.

## Leben
Hans Eckert wuchs in Saarbrücken auf.
Nach seinem Studium war er ab 1959 im Schuldienst an Grund- und Hauptschulen und Gymnasien tätig. Zwischen 1968 und 1974 wirkte er als Deutschlehrer im Tschad und Elfenbeinküste, späterhin am Otto-Hahn-Gymnasium in Saarbrücken. Sein Leitspruch war: 'Einen Tag nach dem Münchner Abkommen geboren...', dieses historische Ereignis im Vorfeld des Krieges prägte ihn lebenslang.
Zunächst erschienen Werke, welche sich mit dem grenznahen Frankreich und seinen Erlebnissen in Afrika befassten, in der Folge auch mit den Problemen eingewanderter Menschen aus den ehemaligen französischen Kolonien. Eckert schrieb regelmäßig für den Bonner Generalanzeiger und für den NDR. Er befasste sich in mehreren Büchern mit Nationalsozialismus, der Shoa und der jüdischen Kultur. Hans Eckert pflegte Kontakte zu Mitgliedern des saarländischen Zweigs der Weißen Rose, Willi Graf wuchs im Saarland auf. Außerdem verarbeitete er literarisch den Besuch von Erich Honecker (geb. in Neunkirchen/Saar) 1987 in der Bundesrepublik Deutschland, der von Protesten begleitet war, und den Sonderstatus des Saarlands nach dem Zweiten Weltkrieg.

## Werke
(Quelle: )
- Von Berlin bis nach Timbuktu. Ottweiler 1981.
- Lebenslinien. Gedichte. Saarbrücken 1982, ISBN 9783888890024.
- Afrika-Kommentar. Ottweiler 1984, ISBN 9783923755028.
- Moritaten für Saarländer. Ottweiler 1985, ISBN 9783923755073.
- Jerusalemstein. Ottweiler 1986, ISBN 9783923755097.
- Septemberbesuch. Ottweiler 1987, ISBN 9783923755110.
- Die Visionen des Aaron von Illingen. Ottweiler 1988, ISBN 978-3923755141.
- Das Himmelfahrtsschaf. Hempel Verlag 1990, ISBN 9783925192753.
- O Deutschland, mein Herz. Ottweiler 1991, ISBN 9783923755295.
- Die Götter träumen im Nil. Gedichte. Alfeld 1995, ISBN 9783888891212.
- Die Querulantin, eine Saarnovelle. Alfeld 1997, ISBN 9783888891199.
- Reisen nach Toulouse, Gedichtzyklus. Ottweiler 1998, ISBN 9783923755554.
- Der Liebe zuliebe. Ottweiler 1999, ISBN 9783923755660.
- Von Istanbul und Papeete und der Bar Zum blauen Kakadu. Gedichte. Alfeld 1996, ISBN 9783888891236.
- Raus aus der Saar! Ottweiler 2002, ISBN 9783923755851.